# バルタサル・アルベニス
バルタサル・アルベニス・マルティネス（Baltasar Albéniz Martínez, 1905年1月6日 - 1978年11月29日）は、スペイン・ギプスコア県エイバル出身のサッカー選手、サッカー指導者。

## 経歴
1946年から1947年、1950年から1951年と、2度にわたってレアル・マドリードの監督を務め、1950-51シーズンにはコパ・デル・レイで優勝した。その他には、RCDエスパニョール、CAオサスナ、アスレティック・ビルバオ、レアル・ソシエダなどの監督を歴任している。1978年11月29日にナバーラ州パンプローナで死去した。

## タイトル

### 選手
アラベス
- セグンダ・ディビシオン : 1回 (1929-30)

### 監督
レアル・マドリード
- コパ・デル・レイ : 1回 (1946-47)
- コパ・エバ・ドゥアルテ : 1回 (1947-48)

オサスナ
- セグンダ・ディビシオン : 1回 (1955-56)

アスレティック・ビルバオ
- コパ・デル・レイ : 1回 (1957-58)